# ドッジ郡 (ミネソタ州)

ミネソタ州内の位置

ドッジ郡Dodge Countyは、アメリカ合衆国ミネソタ州に位置する郡である。2004年推計人口は19,355人である。郡庁所在地はMantorvilleである。

## 地理
アメリカ合衆国統計局によると、この郡は総面積1,139 km2 (440 mi2) である。このうち1,138 km2 (440 mi2) が陸地で0 km2 (0 mi2) が水地域である。総面積の0.03%が水地域となっている。

### 隣接する郡
- ライス郡 (北西)
- グッドヒュー郡 (北東)
- オルムステッド郡 (東)
- モーア郡 (南)
- スティール郡 (西)

## 人口動勢
2000年国勢調査で、この郡は人口17,731人、6,420世帯、及び4,853家族が暮らしている。人口密度は16/km2 (40/mi2) である。6/km2 (15/mi2) の平均的な密度に6,642軒の住宅が建っている。この郡の人種的な構成は白人96.58%、アフリカン・アメリカン0.20%、先住民0.17%、アジア0.41%、太平洋諸島系0.01%、その他の人種1.89%、及び混血0.73%である。ここの人口の2.99%はヒスパニックまたはラテン系である。
この郡内の住民は30.20%が18歳未満の未成年、18歳以上24歳以下が7.60%、25歳以上44歳以下が29.90%、45歳以上64歳以下が20.20%、及び65歳以上が12.10%にわたっている。中央値年齢は35歳である。女性100人ごとに対して男性は98.80人である。18歳以上の女性100人ごとに対して男性は97.90人である。
この郡内の世帯ごとの平均的な収入は47,437米ドルであり、家族ごとの平均的な収入は54,261米ドルである。男性は34,195米ドルに対して女性は25,903米ドルの平均的な収入がある。この郡の一人当たりの収入 (per capita income) は19,259米ドルである。人口の5.80%及び家族の4.40%は貧困線以下である。全人口のうち18歳未満の5.80%及び65歳以上の9.60%は貧困線以下の生活を送っている。

## 都市及び町

### 都市
- Blooming Prairie
- クレアモント
- ドッジセンター
- Hayfield
- Kasson
- Mantorville
- ウエストコンコード

### 郡区
- アッシュランド郡区
- Canisteo Township
- クレアモント郡区
- コンコード郡区
- Ellington Township
- Hayfield Township
- Mantorville Township
- ミルトン郡区
- Ripley Township
- Vernon Township
- Wasioja Township
- ウエストフィールド郡区